# Campo di internamento di Corropoli
Il campo di internamento di Corropoli, in provincia di Teramo, è uno dei numerosi campi di internamento istituiti dal governo fascista in seguito all'entrata dell'Italia nella seconda guerra mondiale, per accomodarvi stranieri e antifascisti. Fu operante dal gennaio 1941 al maggio 1944, con una capienza massima di circa 150 persone. Vi furono internati irredentisti slavi e comunisti italiani e, dopo l'8 settembre 1943, servì anche come campo di concentramento per ebrei.

## La storia
Nel giugno 1940 fu individuato come possibile luogo di internamento nella provincia di Teramo il convento della Badia dei Padri Celestini, di proprietà del Comune di Corropoli, in contrada Colli, a circa un chilometro dal paese. La capienza fu calcolata in 200 posti.
Alla direzione del campo si succedettero, tra il 1940 e il 1943, i Commissari di Pubblica Sicurezza Guido Trevisani, Mario Maiello, Giovanni Santamaria, Carmine Medici, Francesco Alongi, Carmine Sanzò e Mario Gagliardi. La sorveglianza fu affidata ai carabinieri, l'assistenza sanitaria al dott. Gaetano D'Aristotile.
Il campo non fu immediatamente operante giacché l'edificio richiedeva degli importanti lavori di ristrutturazione per garantirne l'abitabilità. Soltanto nel febbraio 1941 giunsero i primi internati, irredentisti slavi e comunisti italiani.
Prima di diventare un campo di internamento, la struttura era stata individuate come luogo di cura del Consorzio Provinciale Antitubercolare. Vi furono ripetute pressioni perché l'edificio tornasse alla sua destinazione originaria, tanto che il 4 maggio 1942 l'edificio fu effettivamente sgomberato e i suoi occupanti trasferiti in altri campi. Tuttavia il 16 giugno 1942 il Ministero dell'Interno impose la riapertura del campo, che ospitò internati di varia provenienza: slavi, greci, inglesi, ecc., raggiungendo anche la capienza di 165 unità.
A causa del regime coatto e della presenza di elementi ritenuti pericolosi, la vita degli internati era controllata da regole alquanto strette. Ciononostante vi furono ripetute denunce al riguardo dell'eccessiva libertà di cui avrebbero goduto gli internati, denunce che portarono nel giugno 1943 alla decisione di recingere il campo con filo spinato.
Dopo l'8 settembre 1943, diversi internati jugoslavi furono liberati dai partigiani. Nel dicembre dello stesso anno tuttavia 130 persone risultavano ancora presenti nel campo, ora controllato dalle autorità della Repubblica Sociale Italiana ed inserito come anello del complesso sistema di deportazione tedesco. In questa logica, il 1º febbraio 1944 vi giunsero 69 ebrei provenienti dal campo di internamento di Nereto. Nel maggio 1944, 60 di essi saranno trasferiti al campo di Servigliano per essere avviati alla deportazione. Il campo di Corropoli chiuse definitivamente a fine maggio 1944 con l'avvicinarsi del fronte; gli ultimi internati furono trasferiti in altri campi nel nord Italia.